# Bonfire
Bonfire är en CD-box av gruppen AC/DC utgiven 1997. Den är en hyllning till deras föregående sångare Bon Scott och innehåller aldrig tidigare släppt material.

## Låtlista
CD 1: Live from the Atlantic Studios
1. "Live Wire" - 6:16
2. "Problem Child" - 4:40
3. "High Voltage" - 5:55
4. "Hell Ain't a Bad Place to Be" - 4:13
5. "Dog Eat Dog" - 4:41
6. "The Jack" - 8:37
7. "Whole Lotta Rosie" - 5:09
8. "Rocker" - 5:30

CD 2: Let There Be Rock: The Movie
1. "Live Wire" - 8:04
2. "Show Down in Flames" - 3:39
3. "Hell Ain't a Bad Place to Be" - 4:31
4. "Sin City" - 5:25
5. "Walk All Over You" - 5:06
6. "Bad Boy Boogie" - 13:21

CD 3: Let There Be Rock: The Movie CD 2
1. "The Jack" - 6:05
2. "Highway to Hell" - 3:30
3. "Girls Got Rhythm" - 3:19
4. "High Voltage" - 6:32
5. "Whole Lotta Rosie" - 4:55
6. "Rocker" - 10:45
7. "T.N.T." - 4:13
8. "Let There Be Rock" - 7:32

CD 4: Volts
1. "Dirty Eyes" - 3:21
2. "Touch Too Much" - 6:34
3. "If You Want Blood You Got It" - 4:26
4. "Back Seat Confidential" - 5:23
5. "Get It Hot" - 4:15
6. "Sin City" - 4:53
7. "She's Got Balls" - 7:56
8. "School Days" - 5:21
9. "It's a Long Way to the Top (If You Wanna Rock 'N' Roll)" - 5:16
10. "Ride On" - 9:44

CD 5: Back in Black (Remastered)
1. "Hells Bells" - 5:12
2. "Shoot to Thrill" - 5:17
3. "What Do You Do for Money Honey" - 3:35
4. "Givin the Dog a Bone" - 3:31
5. "Let Me Put My Love into You" - 4:15
6. "Back in Black" - 4:15
7. "You Shook Me All Night Long" - 3:30
8. "Have a Drink on Me" - 3:58
9. "Shake a Leg" - 4:05
10. "Rock and Roll Ain't Noise Pollution" - 4:26